# Circuito del Porto-Trofeo Internazionale Arvedi
De Circuito del Porto-Trofeo Internazionale Arvedi is een eendaagse wielerwedstrijd die jaarlijks in mei wordt verreden in de Italiaanse regio Lombardije met Cremona als start- en finishplaats. Tot 2004 was de koers een amateurwedstrijd, sinds diens start in 2005 maakt hij deel uit van de UCI Europe Tour met een 1.2-classificatie.

## Lijst van winnaars

### Meervoudige winnaars
| Overwinningen | Renner         | Jaren      |
| ------------- | -------------- | ---------- |
| 2             | Alberto Destro | 1987, 1995 |
| 2             | Paolo Simion   | 2012, 2013 |

### Overwinningen per land
| Overwinningen | Land                                              |
| ------------- | ------------------------------------------------- |
| 53            | Italië                                            |
| 1             | Argentinië, Brazilië, Oekraïne, Rusland, Slovenië |